# 바헤이루

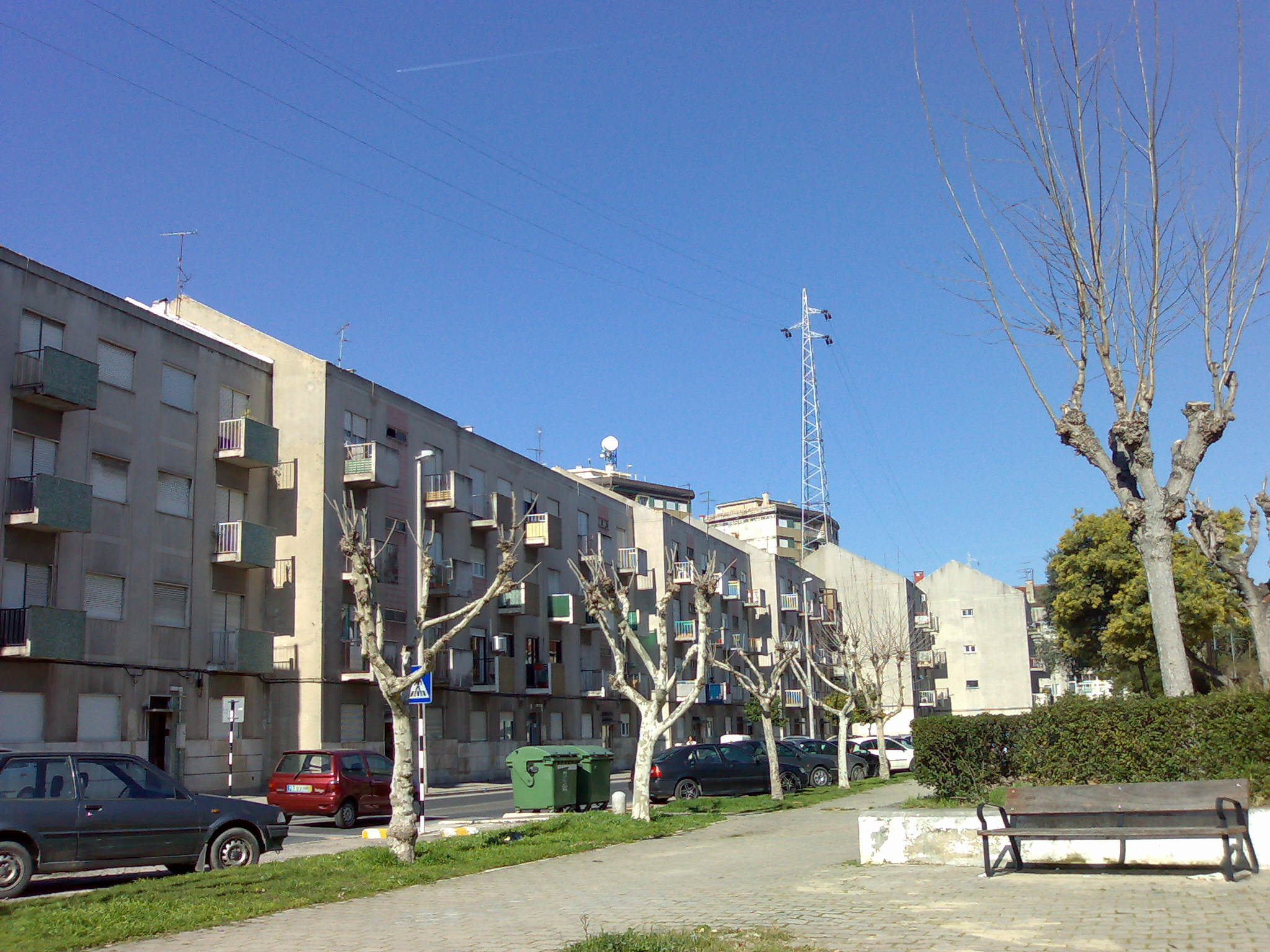
바헤이루

바헤이루의 위치

바헤이루(포르투갈어: Barreiro)는 포르투갈 세투발 현에 위치한 도시로 면적은 36.39km2, 인구는 78,764명(2011년 기준), 인구 밀도는 2,200명/km2이다.

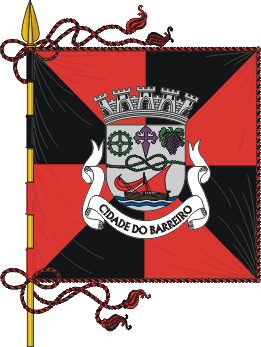
시기
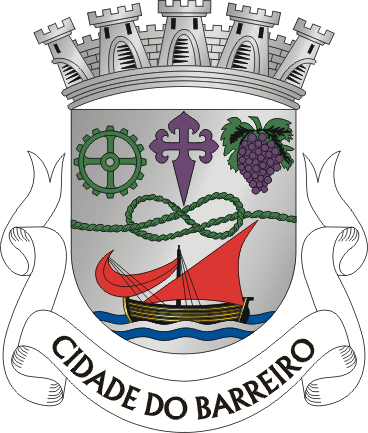
시 문장